# Stop Online Piracy Act
”Stop Online Piracy Act” ofte kaldet Sopa eller SOPA, er et lovforslag (Bill 3261), der blev introduceret i Repræsentanternes Hus den 26. oktober 2011.
Sammen med Senatet udgør Repræsentanternes Hus USA's lovgivende forsamling, Kongressen.
Lovforslaget blev fremsat af Lamar Seeligson Smith, formand for Repræsentanternes Hus’ juridiske komite, og blev bakket op af tværpolitisk gruppe bestående af 12 andre medlemmer af Repræsentanternes Hus.
Lovforslaget lagde op til at udvide myndigheders og rettighedshaveres beføjelser til at gribe ind overfor online deling af – og handel med – ophavsretligtretligt beskyttede værker og forfalskede produkter.
Lovforslaget blev efter protester, herunder protester fra den amerikanske IT-industri, udskudt på ubestemt tid og støttes ikke af præsidenten.

## Kritik
Kritikere hævdede, at selvom SOPA efter sit indhold kun regulerer copyrightovertrædelser, så ville en vedtagelse af lovforslaget også kunne få betydning for en del online sider, herunder Facebook, YouTube, Twitter og Wikipedia med flere.
Mange webportaler demonstrerede mod SOPA, f.eks. lukkede den engelske Wikipedia i 24 timer den 18. januar 2012 i protest.